# Kicina
Kicina (deutsch Liebhausen) ist ein Ort in der polnischen Woiwodschaft Ermland-Masuren. Er gehört zur Gmina Bartoszyce (Landgemeinde Bartenstein im Powiat Bartoszycki (Kreis Bartenstein (Ostpr.))).

## Geographische Lage
Kicina liegt in der nördlichen Mitte der Woiwodschaft Ermland-Masuren, 19 Kilometer südlich der früheren und heute auf russischem Hoheitsgebiet gelegenen Kreisstadt Preußisch Eylau (russisch Bagrationowsk) bzw. 14 Kilometer südwestlich der heutigen Kreismetropole Bartoszyce (deutsch Bartenstein).

## Geschichte
Das seinerzeit Lipuse genannte Rittergut entstand etwa 1350 und hieß nach 1350 Leghusen, vor 1785 Liphausen, nach 1785 Leppausen und vor 1871 Liebhausen. Gutseigentümer von 1533 bis 1785 waren die Freiherren von Tettau.
Im Jahre 1874 kam der Gutsbezirk Liebhausen zum neu errichteten Amtsbezirk Reddenau (polnisch Rodnowo) im ostpreußischen Kreis Preußisch Eylau.
1888 kaufte Carl Matern das Gut vom Amtsvorsteher Alexander Tupschoewski.
1910 zählte der Gutsbezirk Liebhausen 56 Einwohner. Am 30. September 1928 gab Liebhausen jedoch seine Eigenständigkeit auf, als es mit den Nachbargutsbezirken Gunten (polnisch Guntkajmy) und Markhausen (polnisch Wojtkowo) in die Landgemeinde Reddenau (polnisch Rodnowo) eingegliedert wurde.
Als Gutsbesitzer Carl Matern 1931 starb, erbte sein Sohn Karl Liebhausen und war sein Eigentümer bis zum Jahre 1945. Das Gut hatte eine Fläche von 223 Hektar, davon 160 Hektar Ackerland, 16 Hektar Wiesen und fünf Hektar Wald.
1945 kam das gesamte südliche Ostpreußen in Kriegsfolge an Polen. Liebhausen erhielt die polnische Namensform „Kicina“ und ist heute eine Ortschaft innerhalb der Landgemeinde Bartoszyce (polnisch Bartenstein) im Powiat Bartoszycki (Kreis Bartenstein Ostpr.), von 1975 bis 1998 der Woiwodschaft Olsztyn, seither der Woiwodschaft Ermland-Masuren zugehörig.
Nach Ende des Sozialismus ging das Gutshaus in Privatbesitz über. Es wurde restauriert und erstrahlt heute wieder in altem Glanz.

## Religion

### Christentum
Bis 1945 war Liebhausen in die evangelische Kirche Reddenau (polnisch Rodnowo) in der Kirchenprovinz Ostpreußen der Kirche der Altpreußischen Union, außerdem in die römisch-katholische Kirche in Bartenstein (Bartoszyce) im damaligen Bistum Ermland eingepfarrt.
Heute gehört Kicina katholischerseits zur Kirche der Mutter Gottes vom Skapulier in Rodnowo (Reddenau), jetzt dem Erzbistum Ermland zugeordnet, und evangelischerseits zur Kirchengemeinde in der Stadt Bartosyzce, einer Filialgemeinde der Johanneskirche in Kętrzyn (Rastenburg) in der Diözese Masuren der Evangelisch-Augsburgischen Kirche in Polen.

## Verkehr
Kicina liegt an einer Nebenstraße, die von Żytowo (Settau) über Burkarty (Borchertsdorf) und Wojtkowo (Markhausen) nach hier führt. Eine Bahnanbindung besteht nicht.